# Gloydius shedaoensis
Gloydius shedaoensis — вид ядовитых гадюковых змей из подсемейства ямкоголовых. Эндемик острова Шэдао в китайской провинции Ляонин. Хотя этот остров очень маленький, он является домом для чрезвычайно большой популяции этих змей. Наличие подвидов в настоящий момент не признается.

## Внешний вид и строение
Средняя длина взрослой особи от кончика морды до отверстия клоаки составляет 65-70 см. Покрытие чешуей включает 23 ряда спинных чешуек в средней части тела, в среднем 157 брюшных чешуек и в среднем 41 пара подкаудальных чешуй Кроме того, вторая надгубная чешуя невысока и не образует передний край термучувствительной ямки. Основной фон окраски серовато-коричневый, с рядом темно-коричневых X-образных отметин. Постокулярная полоса очень узкая и очень тёмного цвета
.

## Распространение и места обитания
Эта змея встречаются только на острове Шэдао у берегов Ляодуна на северо-востоке Китая. Типовая местность: остров Шэдао («Змеиный остров»), расположенный около 44 км от и к северо-западу от Люйшунькоу (Порт-Артур), провинция Ляонин, на высоте ниже 215 м.
Остров Шэдао находится в примерно в 13 км от ближайшего материка и имеет площадь 0,63 км² или 0,73 км². Однако, несмотря на небольшой ареал, плотность популяции этих змей на острове давно известна как чрезвычайно высокая. Коба (1938) подсчитал, что в юго-восточной части острова на каждый квадратный метр приходилось около одной змеи, в то время как Хуан (1984) подсчитал, что весной на острове обитало около 9 100-11 500 змей. И осенью 1982 года, когда змеи были активны[что?].

## Питание
Рацион состоит из мелких воробьиных птиц разных видов. Эти птицы мигрируют в места своего размножения в Сибири и обратно и посещают остров в мае и сентябре. В эти месяцы змеи охотятся на птиц, а остальную часть года неактивны.
Змеи устраивают засаду либо на земле, либо на ветвях деревьев. Змея ждет, собрав переднюю часть тела в «гармошку», готовая к броску. Исследователи встречали в этом положении особей, недавно уже проглотивших двух или трех птиц. Более крупные змеи на земле также поедают птиц, которых ужалили и убили змеи слишком мелкого размера, чтобы заглотить добычу. 

## Угрозы и охрана
Из-за крайне ограниченного ареала Международный союз охраны природы оценил положение вида как «находящийся в уязвимом положении». Сами Gloydius shedaoensis не относятся к охраняемым видам, но природа острова Шэдао охраняется государством. Существенную угрозу для змей могут представлять засухи.